# Marchwiel
Marchwiel es una localidad situada en el condado de Wrexham, en Gales (Reino Unido). Según el censo de 2011, tiene una población de 1379 habitantes.
Está ubicada al noreste de Gales, a poca distancia de la frontera con Inglaterra y del mar de Irlanda.